# Ulrika Knape

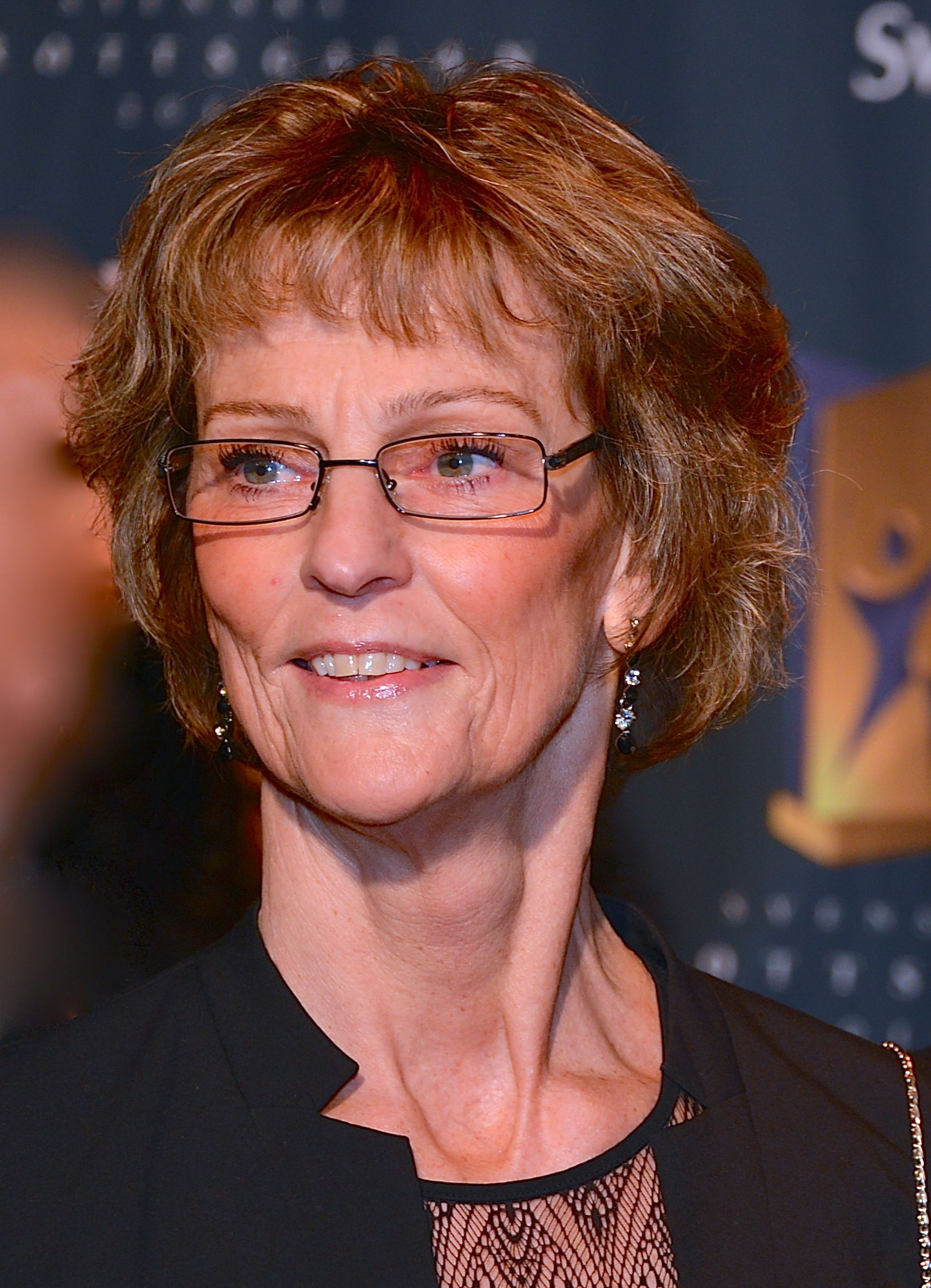
Ulrika Knape

Ulrika Margareta Knape, verheiratete Lindberg, (* 26. April 1955 in Göteborg) ist eine ehemalige schwedische Wasserspringerin.
Bei den Olympischen Spielen 1972 in München gewann sie Gold im Turm- und Silber im Kunstspringen, wofür sie außerdem mit der Svenska-Dagbladet-Goldmedaille geehrt wurde. 1974 machte sie als Europameisterin sowohl vom 3-Meter-Brett als auch vom Turm auf sich aufmerksam. Zwei Jahre später konnte sie bei den Olympischen Spielen 1976 in Montreal diesen Erfolg zwar nicht wiederholen, erzielte aber mit einer Silbermedaille einen weiteren beachtlichen Erfolg. Im Jahr 1982 wurde sie in die Ruhmeshalle des internationalen Schwimmsports aufgenommen.
Verheiratet ist Ulrika Knape mit Mathz Lindberg. Tochter Anna Lindberg ist ebenfalls eine erfolgreiche schwedische Wasserspringerin.